# Gettin’ Jiggy wit It
Gettin’ Jiggy wit It (englisch für „Damit wird’s spritzig“) ist ein Lied des US-amerikanischen Rappers und Schauspielers Will Smith, das im November 1997 erschien.

## Entstehung und Veröffentlichung
Das Lied wurde vom Interpreten selbst, zusammen mit den Koautoren Samuel Barnes (Tone) und Joe Robinson, geschrieben. Tone zeichnete darüber hinaus, zusammen mit Jean-Claude Olivier (Poke) als Trackmasters, für die Produktion verantwortlich. Das Stück enthält diverse Samples, darunter: Sang and Dance von den Bar-Kays (1970), Soul Makossa von Manu Dibango (1972) oder auch He’s the Greatest Dancer von Sister Sledge (1979).
Die Behauptung von Nas als Ghostwriter bei Gettin’ Jiggy wit It mitwirkte war in den 1990er-Jahren ein beliebtes Gerücht, da die Trackmasters ihn kurz zuvor bei ihrem Label Trackmasters unter Vertrag genommen hatten. Nas bestätigte später, dass er während der Entwicklung des Titels mit Smith im Studio war und schlug sogar Zeilen für das Lied vor, besteht jedoch darauf, dass Smith den gesamten fertigen Text selbst geschrieben habe. Die Trackmasters bestätigten Nas darin, dass Smith die Texte schließlich selbst schrieb. Trotz dieser Bestätigung haben andere Musikmanager, darunter Steve Stoute, behauptet, dass Nas tatsächlich den gesamten Text geschrieben habe. have maintained that Nas did indeed write the entirety of the lyrics.
Die Erstveröffentlichung von Gettin’ Jiggy wit It erfolgte am 24. November 1997 bei Columbia Records, als Teil von Smiths ersten Solo-Studioalbum Big Willie Style (Katalognummer: 488 662 2). Am 16. Januar 1998 erschien das Lied als dritte Singleauskopplung aus dem Album. Diese erschien unter anderem als CD-Maxi-Single mit vier verschiedenen Versionen des Liedes (Katalognummer: 665345 2).

## Inhalt und Stil
Die Konnotationen, die mit dem Ausdruck "Getting Jiggy" verbunden werden, sind stark von diesem Lied beeinflusst. Der Begriff war ursprünglich im Englischen eine Beschreibung für sexy Mode oder Stil, wurde aber ums Tanzen erweitert.
Smith hat in einem Interview bestätigt, dass seine Inspiration, die Bedeutung des Liedes zu ändern, von seiner Assoziation des Begriffs "Jiggy" mit "Jigaboo" kam, einem abwertenden Begriff für Afroamerikaner, der die wörtliche Bedeutung des Titels "Getting African-American with It" ausmachte und der sich auf den populären Volksmythos eines angeborenen Rhythmusgefühls beziehen sollte bei Schwarzen. Die Vereinnahmung eines einst beleidigenden Wortes wurde auch rassistisch empfunden.

## Musikvideo
Das dazugehörige Musikvideo wurde unter der Regie des US-amerikanischen Regisseurs Hype Williams in verschiedenen Hotels am Las Vegas Strip gedreht, darunter das New York-New York Hotel & Casino, The Mirage und das Foyer des Luxor Hotel and Casino. Es enthält eine Reihe von Tanztableaus, darunter eine von Deee-Lite inspirierte Sequenz, eine glitzernde Choreographie im Studio-Tanz im Stil einer Daunenjacke, eine Sequenz, die im alten Ägypten spielt, und ein von Vulkanen umgebenes Hawaii-/Māori-Segment. Andere Musikstile, einschließlich Bollywood, werden referenziert. Das Video endet mit Smith, der unter der Nachbildung der Freiheitsstatue im New York-New York Hotel and Casino tanzt.

## Rezeption
Gettin’ Jiggy wit It gewann bei den MTV Video Music Awards 1998 in der Kategorie „Best Rap Video“. Es wurde auch für vier weitere Preise nominiert, darunter „Best Choreography“, „Viewer’s Choice“, „Best Dance Video“ und „Video of the Year“. Im Folgejahr gewann das Lied einen Grammy in der Kategorie „Beste Solodarbietung – Rap“.

## Kommerzieller Erfolg

### Chartplatzierungen
| ChartsChartplatzierungen       | Höchstplatzierung | Wochen |
| ------------------------------ | ----------------- | ------ |
| Deutschland (GfK)              | 18 (13 Wo.)       | 13     |
| Österreich (Ö3)                | 26 (8 Wo.)        | 8      |
| Schweiz (IFPI)                 | 12 (16 Wo.)       | 16     |
| Vereinigte Staaten (Billboard) | 1 (32 Wo.)        | 32     |
| Vereinigtes Königreich (OCC)   | 3 (10 Wo.)        | 10     |

| ChartsJahrescharts (1998)      | Platzierung |
| ------------------------------ | ----------- |
| Vereinigte Staaten (Billboard) | 14          |

### Auszeichnungen für Musikverkäufe
| Land/Region                  | Auszeichnungen für Musikverkäufe (Land/Region, Auszeichnung, Verkäufe) | Verkäufe  |
| ---------------------------- | ---------------------------------------------------------------------- | --------- |
| Australien (ARIA)            | Platin                                                                 | 70.000    |
| Belgien (BRMA)               | Gold                                                                   | 25.000    |
| Dänemark (IFPI)              | Gold                                                                   | 45.000    |
| Frankreich (SNEP)            | Silber                                                                 | 125.000   |
| Neuseeland (RMNZ)            | 2× Platin                                                              | 60.000    |
| Schweden (IFPI)              | Gold                                                                   | 15.000    |
| Vereinigte Staaten (RIAA)    | Gold                                                                   | 900.000   |
| Vereinigtes Königreich (BPI) | Platin                                                                 | 600.000   |
| Insgesamt                    | 1× Silber · 4× Gold · 4× Platin ·                                      | 1.840.000 |

Hauptartikel: Will Smith/Auszeichnungen für Musikverkäufe

## Coverversionen
- 1999: Phish[22]